# Remus von Woyrsch
Martin Wilhelm Remus von Woyrsch (Pilsnitz, 4. veljače 1847. – Pilsnitz, 6. kolovoza 1920.) je bio njemački feldmaršal i vojni zapovjednik. Tijekom Prvog svjetskog rata zapovijedao je Armijskim odjelom Woyrsch, te grupom armija na Istočnom bojištu.

## Vojna karijera
Remus von Woyrsch rođen je 4. veljače 1847. godine u Pilsnitzu (danas Pilczyce u Poljskoj). Sin je Karla Wilhelma von Woyrsch i Cäcilie von Websky. U prusku vojsku stupio je 1866. godine i svega nekoliko tjedana nakon što se pridružio pruskoj vojsci sudjelovao je u Austrijsko-pruskom ratu. S činom poručnika sudjelovao je i u Prusko-francuskom ratu gdje je kod Saint Privata ranjen zajedno sa svojim suborcem Friedrichom von Scholtzom također istaknutim njemačkim zapovjednikom u Prvom svjetskom ratu. U navedenom ratu odlikovan je i Željeznim križem. Woyrsch je čin pukovnika dostigao je 1894. godine, dok je 1901. godine promaknut u čin general poručnika kada je dobio i zapovjedništvo nad 12. pješačkom divizijom. Godine 1903. dobio je zapovjedništvo nad VI. korpusom smještenim u Breslauu, nakon čega je 1905. godine unaprijeđen u generala pješaštva. Nakon 51 godina službe u vojski Woyrsch je 1911. godine u 64. godini života umirovljen.

## Prvi svjetski rat
Početkom Prvog svjetskog rata Woyrsch je zbog svog vojničkog iskustva aktiviran, te mu je dodijeljeno zapovjedništvo nad šleskim Landverskim korpusom koji je bio u sastavu austrougarske 1. armije pod zapovjedništvom generala Viktora Dankla. Zapovijedajući navedenim korpusom sudjelovao je u Bitci kod Krasnika manjoj pobjedi austrougarske 1. armije u borbama u Galiciji. Međutim, Danklova 1. armija pretrpjela je poraz u Bitci kod Rava Ruske, te je prisiljena na povlačenje pri čemu je Woyrschov korpus štitio njezino povlačenje. Nakon toga Woyrschov korpus je vraćen pod njemačko zapovjedništvo, te je u okviru njemačke 9. armije pod zapovjedništvom generala Paula von Hindenburga sudjelovao u Bitci na Visli. Woyrschov korpus je sudjelovao i u Bitci kod Lodza boreći se na desnom krilu njemačkog rasporeda.
Woyrsch je za sudjelovanje u borbama u Poljskoj u listopadu 1914. odlikovan ordenom Pour le Mérite, te je u prosincu promaknut u čin general pukovnika. Sa svojim jedinicama Woyrsch je sudjelovao u ofenzivi Gorlice-Tarnow u kojem su njemačke snage probile rusku frontu. Woyrsch je napredovao gotovo 400 km u dubinu, te u lipnju zauzeo Ivangorod doprijevši do Baranoviča na pruzi Varšava-Moskva. 
U lipnju 1916. Woyrsch je postao zapovjednikom Grupe armija Woyrsch (Heeresgruppe Woyrsch) kojom je sudjelovao u suzbijanju ruskog napredovanja u Brusilovljevoj ofenzivi. Nakon potpisivanja mira s Rusijom i reorganizacije njemačke vojske na Istočnom bojištu Grupa armija Woyrsch je raspuštena, a Woyrsch na vlastiti zahtjev ponovno umirovljen s 1. siječnjem 1918. godine. Prije ponovnog umirovljenja Woyrsch je zbog zasluga u suzbijanju ruskih snaga u Brusilovljevoj ofenzivi unaprijeđen u feldmaršala.

## Poslije rata
Nakon završetka Prvog svjetskog rata Woyrsch je na vlastiti zahtjev ponovno izišao iz mirovine, te je dobio zapovjedništvo nad njemačkim graničnim snagama na južnoj granici Njemačke.
Remus von Woyrsch je preminuo 6. kolovoza 1920. godine. Bio je oženjen s Theklom von Massow. Njegov nećak Udo von Woyrsch bio je važni SS dužnosnik tijekom Drugog svjetskog rata. Remus von Woyrsch je proglašen počasnim građaninom Breslaua (danas Wroclaw u Poljskoj) i Neissea (danas Nysa u Poljskoj), te je u razdoblju od 1908. do 1918. bio član pruskog Doma lordova.

## Vanjske poveznice
(eng.) Remus von Woyrsch na stranici First World War.com

(eng.) Remus von Woyrsch na stranici Historyofwar.com

(eng.) Remus von Woyrsch na stranici Prussianmachine.com

(rus.) Remus von Woyrsch na stranici Hrono.ru

(njem.) Remus von Woyrsch na stranici Deutschland14-18.de  Arhivirana inačica izvorne stranice od 2. travnja 2016. (Wayback Machine)